# Hatvani Dániel
Hatvani Dániel (Tiszaderzs, 1937. január 30. – Kecskemét, 2006. október 13.) magyar író, költő, újságíró, szerkesztő.

## Élete
Hatvani Dániel 1937. január 30-án született Tiszaderzsen Hatvani Dániel és Oláh Sára gyermekeként.
1955-1959 között a Szegedi Tudományegyetem Jogtudományi Karán szerzett jogi diplomát.
1960 novemberétől 1961 augusztusáig ügyintéző a kecskeméti SZTK-ban. 1961 szeptembere és 1973 októbere között a kecskeméti Petőfi Népe című napilap munkatársa, 1973 novembertől 1988 decemberig a Forrás főszerkesztője volt.
Ezt követően 1991-ig a békéscsabai Új Auróra főszerkesztője, de vezetése alatt a folyóirat ezen a néven már csak egy évfolyamot ért meg, a rendszerváltást követően Napóra néven próbáltak érvényesülni, de az átalakuláshoz szükséges feltételek nem voltak adottak.
1991-1992 között a Vásárhelyi Hírek munkatársa volt. 1992-1993 között a Magyar Fórum olvasószerkesztője volt. 1995-1997 között az Irodalmi Társaságok Szövetségének ügyvezető elnöke volt. 1999-től a Magyar Jövő című folyóirat főmunkatársa volt.
1955-től jelentek meg versei.
Első házasságából egy fia, második házasságából két leánya született.
2006. október 13-án hunyt el Kecskeméten.

## Költészete
Költészetének élményalapja a tanyai parasztvilág és a paraszti léttel való szembekerülés. Ábrázoló-leíró verseiben egyre több a gondolati elem. Szociográfusi tevékenysége is jelentős.

## Díjai
- Forrás-díj (1970)
- Radnóti-díj (1981)
- Művészeti Alap Irodalmi Díja (1987)
- A Magyar Köztársasági Érdemrend kiskeresztje (1997)[7][8]

## Emlékezete
- 2009-ben Kecskemét városa emléktáblát helyezett el a Széchenyi sétány 6. alatti könyvtár bejárata melletti homlokzaton[9]
- 2017-ben Tiszaderzs közösségi házát és könyvtárát Hatvani Dánielről nevezték el[6]
- Tiszaderzs önkormányzata születésének 80. évfordulója alkalmából posztumusz díszpolgárrá avatta[6]

## Művei
- Üvegcserepek (versek, 1965)
- Füst száll fölfelé (szociográfiai tanulmányok, riportok, 1977)
- Koronaakác (versek, 1975)
- Totemarc (versek, 1979)
- Életutak a homokhátságon. Hatvani Dániel riportjai; előszó írta Soós Gábor; Kiskunsági Mezőgazdasági Szövetkezetek Területi Szövetsége; Kiskunsági Mezőgazdasági Szövetkezetek Területi Szövetsége, Kiskunfélegyháza, 1984
- Homokfolyam (elbeszélés, 1984)
- Kalózlobogó (versek, 1985)
- Vízalatti harangok (szociográfiai riportok, tanulmányok, jegyzetek, 1989)
- Erre csörög a dió (kisregény, 1989)
- Tehéncsöcs (erotikus regény, 1990)
- Elnapolt újjászületés (versek, 1996)
- Tilalomfák árnyékában (emlékezés, 1997)
- Végkielégítés (elbeszélés, 1997)
- Két őrület (gyűjteményes és új versek, 2000)
- A földvár népe (szociográfiai esszéregény, 2001)
- Egy bennszülött vallomásai; Felsőmagyarország, Miskolc, 2006